# Рюи Блаз
«Рюи́ Блаз» (фр. Ruy Blas) — романтическая драма в пяти действиях, написанная александрийским стихом, французского писателя, поэта и драматурга Виктора Гюго, написанная в августе 1838 года и опубликованная спустя несколько месяцев.

## История создания
Над драмой «Рюи Блаз» Гюго работал немногим более месяца — с 8 июля по 11 августа 1838 года. Вначале он колебался в выборе её названия. Сохранились авторские варианты названий: «Королева скучает» и «Месть дона Саллюстия». Но затем Гюго их забраковал, предпочтя этим внешне эффектным заглавиям простое «Рюи Блаз», которым подчёркивалось значение восставшей против растленного общества личности, бунтаря из народа.
Завершая цикл романтических драм 1830-х годов, в «Рюи Блазе» Гюго развивает и заостряет их главные черты. В этой драме вновь после «Эрнани» автор обращается к старой Испании, но на этот раз уже не периода становления абсолютизма, а времён его глубочайшего упадка. Действие драмы происходит около 1699 года, при последнем короле династии Габсбургов, Карле II, царствование которого явилось периодом полного истощения сил некогда могущественной державы. С необычайным блеском воспроизводит эта драма мрачную и лихорадочную атмосферу Испании XVII века, с большой силой клеймит она алчную свору правителей, расхищающих национальное добро и обрекающих народ на нищету; наконец, с огромной силой здесь утверждается гуманистическое понимание любви, которая для Гюго всегда — символ истинной человечности. Социальная антитеза, присутствующая в той или иной форме во всех драмах Гюго, доведена в «Рюи Блазе» до крайности и находит выражение в необычайной ситуации: лакей, влюблённый в королеву. Гюго в подробном предисловии объясняет, почему он считает свою драму исторической, однако история понимается автором в «Рюи Блазе» весьма упрощённо и сводится к ряду конфликтов между отдельными личностями. Кроме того, верно воспроизводя многие основные черты эпохи, Гюго довольно свободно обращается с историческими фактами ради свободы чисто поэтического вымысла.

## Сюжет
Основной сюжет пьесы строится вокруг интриги, которую задумал министр полиции дон Саллюстий де Базан, чтобы отомстить королеве. Дон Саллюстий де Базан соблазнил фрейлину королевы и отказывается на ней жениться. Королева с презрением увольняет его и отправляет в изгнание. Дон Саллюстий предлагает своему кузену — дону Сезару де Базану — благородному разбойнику, скрывающемуся от закона — покровительство и деньги в обмен на услугу: тот должен соблазнить королеву. Дон Сезар с возмущением отказывается: хотя он промотал состояние и стал разбойником, но он отказывается оскорбить королеву и женщину. В результате разговора двух кузенов дона Сезара де Базана арестовывают по приказу дона Саллюстия и отправляют на галеры. Один из слуг дона Саллюстия, Рюи Блаз — молодой человек, недавно закончивший университет, как две капли воды похож на его кузена. Дон Саллюстий вводит Рюи Блаза под видом своего кузена дона Сезара де Базана в высшее общество и приказывает слуге добиться расположения королевы. Рюи Блаз, давно и безнадёжно влюблённый в королеву, соглашается.
Донья Мария Нейбургская — молодая королева Испании — очень одинока в Мадриде, ей нелегко даётся суровый испанский этикет, она чувствует себя во дворце погребённой заживо. Муж равнодушен к ней уже давно, тем не менее, однажды на своей любимой скамейке в парке она видит букет своих любимых фиалок, напомнивших ей о родном Нейбурге. Королева теряется в догадках, кто может знать в Мадриде о её любимых цветах и кто принёс сюда этот букет, она позволяет себе немного помечтать о молодом незнакомце. И когда королеве представляют дона Сезара де Базана, недавно прибывшего ко двору, королева влюбляется в молодого привлекательного дворянина, назначает его министром, осыпает почестями. На протяжении шести месяцев фаворит королевы успешно занимается политикой и проводит ряд политических реформ, вызывающих одобрение народа и недовольство знати, опасающейся за свои привилегии и богатства. Обо всём происходящем при дворе дону Саллюстию докладывает его приближённый. Выждав необходимое время в изгнании, дон Саллюстий возвращается в Мадрид.
Королева получает письмо якобы от своего возлюбленного с просьбой о помощи. Под покровом ночи Мария покидает дворец, направляясь в особняк де Базана, где её уже поджидает дон Саллюстий и вынужденный присутствовать Рюи Блаз. Дон Саллюстий раскрывает маскарад Рюи Блаза и унижает его. Королева сначала отказывается верить, но Рюи Блаз вынужден подтвердить, что это правда: он согласился присвоить чужое имя, чтобы иметь возможность приблизиться к ней. Дон Саллюстий жестоко насмехается над королевой, ведь она любила слугу, лакея, и угрожает обнародовать её связь, если она не подпишет документы об отречении. Рюи Блаз убивает дона Саллюстия за оскорбление королевы, умоляет Марию простить его и верить в его любовь. Но оскорблённая королева больше не верит ему и собирается уйти. В отчаянии Рюи Блаз принимает яд, спрятанный у него в перстне. В последний момент перед смертью Рюи Блаз видит, как королева склоняется над ним, прощает его и открыто признаётся в своей любви к нему, называя настоящим именем.

## Герои
- Рюи Блаз
- Дон Саллюстий де Базан
- Дон Сезар де Базан
- Дон Гуритан
- Граф де Кампореаль
- Маркиз де Санта-Круз
- Маркиз дель Басто
- Граф Альба
- Маркиз де Приэго
- Дон Мануэль Ариас
- Монтазго
- Дон Антонио Убилья
- Коваденга
- Гудиэль
- Лакей
- Алькальд
- Придверник
- Альгвасил
- Донья Мария Нейбургская, королева Испании
- Герцогиня Альбукерская
- Касильда
- Дуэнья
- Паж
- Дамы, сеньоры, члены совета, пажи, дуэньи, альгвасилы, стража

## Первые постановки во Франции
Премьера состоялась 8 ноября 1838 года в театре «Ренессанс», только что созданном в Париже по инициативе Гюго и предназначенном для постановок и пропаганды романтической драматургии. Первым исполнителем роли Рюи Блаза стал Фредерик Леметр. Успех был средний, однако «Рюи Блаз» выдержал 50 представлений, и издание пьесы, выпущенное несколько месяцев спустя, быстро разошлось.
Пресса отнеслась к постановке пьесы довольно сдержанно. Однако целый ряд реакционных и большей частью верных позициям классицизма газет обрушились на неё, не нападая прямо на её политический смысл, но осуждая «неправдоподобие» различных сцен и положений. Но демократический зритель как в момент появления пьесы, так и впоследствии высоко оценил «Рюи Блаза» как «самую сценичную, самую человечную, самую живую из всех драм Гюго» (отзыв Эмиля Золя).
Сила общественного воздействия не только «Рюи Блаза», но и всей драматургии Гюго, подтверждается её цензурными мытарствами, которые не ограничились пределами Франции. Так, например, Гарель — директор театра Порт-Сен-Мартен, совершившего в 1841 году гастрольную поездку по Европе, — писал Гюго: «Ни в России, ни в Польше, ни в одной части Германии я не смог добиться разрешения на постановку хотя бы одного из Ваших произведений. Ваше имя — под запретом».
Запрещённый, подобно всем остальным пьесам Гюго, Наполеоном III, «Рюи Блаз» лишь после падения Второй империи смог вернуться на французскую сцену. Пьеса была поставлена в 1872 году в театре Комеди Франсэз с участием первоклассных актёров: Жана Муне-Сюлли, Жофруа, Сары Бернар. С этого времени пьеса была показана более 1000 раз.

### Известные постановки XX века
- В 1954 году в Национальном театре Популер (фр. Populaire) в Лионе в постановке режиссёра Жана Вилара роль Рюи Блаза исполнял Жерар Филип.
- В 1961—1963 годах был поставлен спектакль режиссёра Жана Дарнеля во французском Театре Альянс (фр. Théâtre de l’Alliance française) и на Фестивале в Сен-Мало.
- В 1992 году в Театре де Буф-дю-Нор (фр. Théâtre des Bouffes du Nord) был поставлен спектакль режиссёра Жоржа Вильсона, главные роли в котором исполняли актёры: Ламберт Уилсон — Рюи Блаз, Жан-Клод Друо — дон Саллюстий.

### Сценическая жизнь спектакля в наши дни
- В 2011 году на открытие Национального театра Популер (фр. Populaire) в Лионе, режиссёр Schiaretti поставил спектакль, роли в котором исполнили: Николя Гонсалес — Рюи Блаз, Робин Ренуччи — дон Саллюстий.

## Первые постановки в России
- В 1881 году «Рюи Блаз» был поставлен в русском переводе на сцене Малого театра по инициативе А. И. Южина и при его участии. Спектакль имел большой общественный резонанс.
- В 1887 году французская труппа поставила «Рюи Блаза» в Михайловском театре в Петербурге.
- В 1894 году, во время гастролей в России, Жан Муне-Сюлли сыграл заглавную роль этой драмы в Москве.
- В 1913—1916 годах «Рюи Блаз» шёл в императорском Александринском театре в Петербурге. Заглавную роль исполнял Ю. М. Юрьев, уже снискавший славу в роли дон Карлоса («Эрнани»).
- В 1952 году, в связи с 200-летним юбилеем Виктора Гюго, драма «Рюи Блаз» была возобновлена в Московском Малом театре и в Большом драматическом театре имени Горького в Ленинграде.

### Сценическая жизнь спектакля в наши дни
- 1 апреля 2006 года в московском театре МХАТ им. М. Горького состоялась премьера спектакля «Западня для королевы» («Рюи Блаз»). Спектакль был тепло встречен критикой и публикой и продолжает идти в настоящее время.

## Влияние в мировой культуре
- 1839 — Мендельсон написал увертюру «Рюи Блаз», хотя саму пьесу композитор раскритиковал.
- 1844 — французский драматург Адольф д’Эннери совместно с Ф. Ф. Дюмануаром написал комедийную пьесу-водевиль «Дон Сезар де Базан[фр.]» (другое название «Испанский дворянин»), являющуюся переделкой драмы В. Гюго «Рюи Блаз».
- 1845 — английский композитор Уильям Винсент Уоллес написал оперу под названием «Маритана», либретто которой основано на пьесе Адольфа д’Эннери и Ф. Дюмануара.
- 1866 — английская адаптация — комедия «Рюи Блаз» Уильяма С. Гилберта.
- 1869 — итальянский композитор Филиппо Маркетти написал оперу «Рюи Блаз» на либретто Карло Ормевилля.
- 1872 (вторая редакция в 1888 году) — французский композитор Жюль Массне написал комическую оперу «Дон Сезар де Базан» на либретто Адольфа д’Эннери и Ф. Дюмануара.

## Экранизации
Кинематограф неоднократно обращался к экранизации пьесы, были поставлены драмы, комедии, музыкальные фильмы. Вот лишь некоторые из них:
- 1909 — «Рюи Блаз» (США) (драма, экранизация пьесы Гюго, немой фильм режиссёра Д. С. Блэктона)
- 1947 — «Рюи Блаз» (Франция) (драма, экранизация пьесы Гюго)
- 1957 — «Дон Сезар де Базан» (СССР) (музыкальный фильм, экранизация комедии Адольфа д’Эннери и Ф. Дюмануара)
- 1965 — «Рюи Блаз» (Франция) (драма, экранизация пьесы Гюго, телевизионный художественный фильм режиссёра Клода Барма)
- 1971 — «Мания величия» (Франция) (комедия по мотивам пьесы Гюго)
- 1989 — «Дон Сезар де Базан» (СССР) (музыкальный фильм, экранизация комедии Адольфа д’Эннери и Ф. Дюмануара)
- 2002 — «Рюи Блаз» (Франция) (драма, экранизация режиссёра Жака Вебера пьесы Гюго. В главных ролях: Ксавье Галле, Кароль Буке, Жак Вебер и Жерар Депардьё)